# Unter dem Regenmond

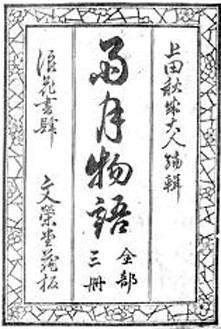
雨月物語, Umschlag

Die Erzählungen Unter dem Regenmond (japanisch 雨月物語, Ugetsu Monogatari) bilden eine Sammlung von neun japanischen Geschichten mit übernatürlichem Inhalt, erschienen im 18. Jahrhundert.

## Übersicht
Die Erzählungen Unter dem Regenmond wurden von dem Gelehrten und Dichter Ueda Akinari (1734–1809) verfasst und 1776 publiziert. Sie gehören zu den bekanntesten Geschichten der vormodernen Zeit:
- „Shiramine“ (白峰) – „Der weiße Gipfel“,
- „Kikka no yaku“ (菊花の約) – „Versprechen der Chrysanthemenblüte“,
- „Asaya ga yado“ (浅茅が宿) – „Unterkunft in Asagaya“,
- „Muō no rigyo“ (夢応の鯉魚) – „Traumeinwilligung des Karpfens“,
- „Buppō sō“ (仏法僧) – „Priester des buddhistischen Gesetzes“,
- „Kibitsu no kama“ (吉備津の釜) – „Die Schüssel von Kibitsu“,
- „Jasei no in“ (蛇性の淫) „Unzucht der Schlangenart“,
- „Ao zukin“ (青頭巾) – „Das blaue Kopftuch“ und
- „Hinfuku-ron“ (貧福論) – „Theorie von Armut und Glück“.

Alle neun Geschichten spielen in der Vergangenheit mit Bezügen zu historischen Persönlichkeiten, Plätzen und Vorfällen. Viele davon sind aus chinesischen Geistergeschichten übernommen und dem mittelalterlichen Japan angepasst, mit Anspielungen auf klassische japanische Texte, wie das Genji Monogatari.
Obwohl jede Erzählung in sich abgeschlossen ist, zeigt die Sammlung im Ganzen eine ästhetische Einheit, wie die kaiserlichen Anthologien der Dichtkunst oder eine Folge von Renga. Träume und Geistesbessenheit spielen eine große Rolle in der Sammlung. Akinari war dabei, ein Nō-Drama zu entwerfen, womit er seine übernatürlichen Geschichten mit mystischer Tiefe und kühler Schönheit anreicherte. Dazu kam, dass Akinari seine Geschichten mit einem speziellen Pathos versah, wenn er die Beziehungen zwischen Freunden, Eheleuten und Eltern und Kindern untersuchte. So brachten seine Erzählungen Unter dem Regenmond diesen Typ übernatürlicher Geschichten auf das höchste Niveau in Japan.
Die Erzählungen beeinflussten Satō Haruo, Mishima Yukio und andere moderne Schriftsteller. Oscar Benl übersetzte diese Geschichten und publizierte sie unter dem Titel Unter dem Regenmond. Phantastische Geschichten. 1955 wurden die Erzählungen unter der Regie von Mizoguchi Kenji unter dem Titel Ugetsu – Erzählungen unter dem Regenmond verfilmt.